# نجمة الفارس الملكية
نجمة الفارس الملكية (الاسم العلمي:Hippeastrum reginae) هي نوع من النباتات تتبع جنس نجمة الفارس من الفصيلة النرجسية.